# Santo Sínodo de Jerusalém
O Santo Sínodo de Jerusalém é o órgão dirigente sênior do Patriarcado Ortodoxo Grego de Jerusalém e da Irmandade do Santo Sepulcro.
O Sínodo é composto por 18 membros nomeados pelo Patriarca em uma sessão do Santo Sínodo. Normalmente é composto por todos os bispos e vários arquimandritas seniores (ou arquimandritas mais jovens mas que provavelmente se tornarão bispos). 
Durante o interregno (interválo entre dois patriarcas), o  Sínodo serve como o órgão supremo sob a presidência do lugar-tenente (representante temporário). O atual presidente do Santo Sínodo de Jerusalém é o patriarca Teófilo III.

## Eleição de Teófilo III
O Sínodo envolveu-se na eleição de Teófilo III como Patriarca da Igreja Ortodoxa Grega de Jerusalém em 22 de agosto de 2005. O Sínodo consistiu-se de 14 membros permanentes.